# 현대 롱기스트 런
롱기스트런(영어: Longest Run)은 2016년부터 매년 개최되고 있는 온/오프라인 연계 사회 공헌 행사이다.
미세먼지 발생 피해에 대한 경각심 공유 및 깨끗한 세상을 만들자는 취지에서 시작됐으며 전용 애플리케이션을 통해 달리기, 미션 등 활동을 진행한다.

## 행사
제 10회 포레스트런(2025)
현대자동차가 롱기스트런 10주년을 맞아 2025년부터 행사명을 포레스트런으로 변경했다.
- 일정 : 2025년 4월 16일 ~ 2025년 5월 17일
- 코스 : 서강대교 한강 횡단 코스 10km
- 참가 방법 : 30,000원(함께일하는재단을 통해 기부금 결제)
- 파이널런 일정 : 2025년 5월 17일 (서울 여의도 공원 문화의 마당)
- 파이널런 참가 인원: 5,000명
- 사회 공헌: 5,000그루의 나무 기부

제 9회 롱기스트런(2024)
- 일정 : 2024년 4월 26일 ~ 2024년 5월 25일
- 구성: 온라인:나무 획득 챌린지, 협동 챌린지/오프라인: 파이널런
- 참가 인원: 약 19,000명
- 1회 연속 런닝 : 10km
- 참가 방법 : 무료 참가, 유료 기부 참가
- 파이널런 일정 : 2024년 5월 25일 (서울 여의도 공원 문화의 마당)
- 파이널런 참가 인원: 5,000명
- 사회 공헌: 아이오닉 포레스트에 3,000그루의 나무

#### 제 8회 롱기스트런(2023)[5]
- 일정 : 2023년 8월 31일 ~ 2023년 10월 21일
- 구성: 온라인 챌린지, 미니런, 파이널런
- 1회 연속 런닝 : 3.5km, 5km, 10km
- 참가 방법 : 무료 참가, 유료 기부 참가
- 파이널런 일정 : 2023년 10월 21일 (서울 여의도 공원 문화의 마당)

#### 제 7회 롱기스트런(2022)[6]
- 일정 : 2022년 8월 29일 ~ 2022년 10월 15일
- 1회 연속 런닝 : 5km, 10km
- 참가 방법 : 무료 참가, 유료 기부 참가
- 파이널런 일정 : 2022년 10월 15일 오전 (서울 여의도공원)
- 사회 공헌 : 참가비 전액(사회공헌 활동에 활용)[7]

제 6회 롱기스트 런(2021년)
- 일정 : 2021년 7월 9일 ~ 2021년 7월 18일
- 1회 연속 런닝 : 5 Km, 10 Km
- 참가 방법 : 의류 기부 참가, 유료 기부 참가, 무료 참가
- 사회 공헌 : 의류(소외계층), 참가비 전액(국립신시도자연휴양림)

제 5회 롱기스트 런(2020년)
- 일정 : 2020년 7월 3일 ~ 2020년 7월 12일
- 1회 연속 런닝 : 10Km
- 참가 방법 : 유료 기부 참가, 무료 참가
- 파이널 이벤트 일정 : 1차(2020년 10월 29일~11월 1일), 2차(2020년 11월 5일~11월 8일)
- 사회 공헌 : 참가비 전액(서울시 공공시설 내 어린이용 러닝 트랙 제작 및 기부), 인천 수도권 매립지 나무 심기 (총 3,000 그루)

제 4회 아이오닉 롱기스트 런(2019년)
- 일정 : 2019년 7월 24일 ~ 2019년 11월 9일
- 참가 방법 : 유료 기부 참가, 무료 참가
- 사회 공헌 : 참가비 전액(서울에너지복지시민기금 기부), 인천 수도권 매립지 나무 심기 (총 5,000 그루)
- 참가자 : 35,288 명
- 거리 : 852,875 Km

제 3회 아이오닉 롱기스트 런 3.0(2018년)
- 일정 : 2018년 8월 27일 ~ 2018년 11월 10일
- 사회 공헌 : 나무 심기(총 7,000 그루)
- 참가자 : 약 30,000 명
- 거리 : 약 770,000 Km

제 2회 아이오닉 롱기스트 런(2017년)
- 일정 : 2017년 8월 15일 ~ 2017년 10월 13일
- 사회 공헌 : 인천 청라지역 나무 심기(총 7,000 그루)
- 참가자 : 약 46,000 명
- 거리 : 약 672,000 Km

제 1회 아이오닉 롱기스트 런(2016년)
- 일정 : 2016년 10월 5일 ~ 2016년 11월 5일
- 사회 공헌 : 나무 심기(총 250 그루), 환경미화원 마스크 지원(총 2,500 개), 어린이집 마이크로 윈도 필터 설치(50곳)
- 참가자 : 약 36,000 명
- 거리 : 약 614,000 Km

## 같이 보기
- 현대자동차
- 달리기
- 기부
- 나무